# Parco della Favorita

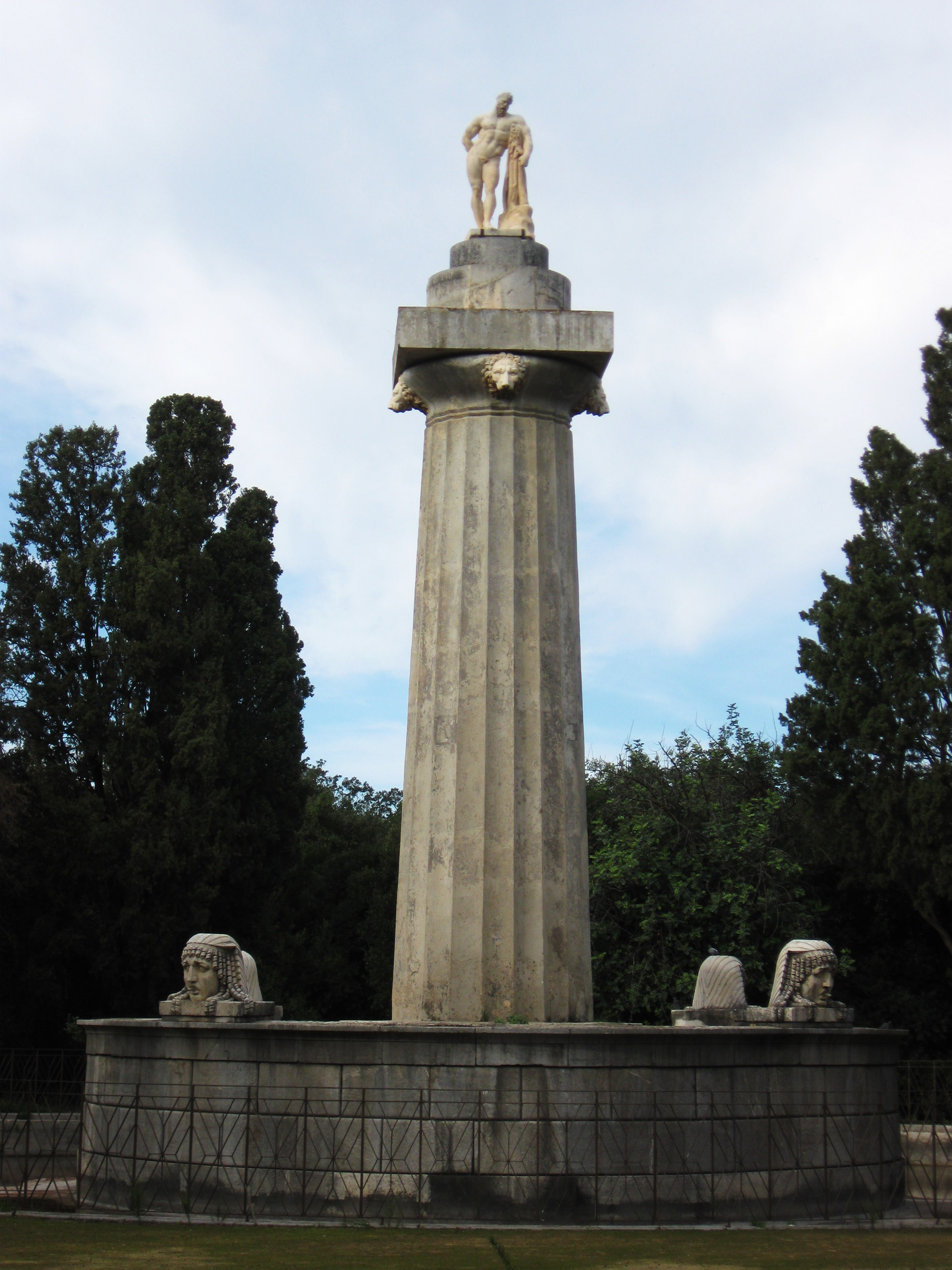
Fontein van Hercules

Het Parco della Favorita is een stadspark in Palermo, Italië. Het park ligt aan de voet van de Monte Pellegrino, ten noorden van het stadscentrum. 

## Historiek
Het Parco della Favorita werd aangelegd in 1798-1799 als koninklijk jachtpark met residentie voor koning Ferdinand III van Bourbon-Sicilië, koning van Napels en Sicilië. De oorspronkelijke naam was Reale Tenuta della Favorita ofwel Koninklijk Landgoed Favorita. De naam ‘favorita’ verwijst naar de tweede echtgenote van Ferdinand III, Lucia Migliaccio, hertogin van Floridia, die geen koningin-gemalin mocht worden wegens haar lage afkomst en dus de 'favoriete' bleef. 
Ferdinand III en zijn hofhouding waren gevlucht uit Napels voor de oprukkende Franse troepen (1798). In Palermo kocht Ferdinand III voor zijn residentie een aantal gronden op van adellijke bewoners en andere percelen confisqueerde hij. In het park organiseerde hij jachtpartijen waarbij hij op fazanten en konijnen joeg. Er stonden labyrinten aangelegd met hoge struiken. 
Verschillende aristocratische families die mee met Ferdinand III gevlucht waren, namen eveneens hun intrek op het koninklijk landgoed. 
Met de eenmaking van Italië ging het Parco della Favorita over naar het koningshuis Savoye. Deze besliste van het park een publiek park te maken dat onderdak moest geven aan sportevenementen en mondaine feestelijkheden voor de Palermitanen. 
Tijdens de Eerste Wereldoorlog werden sommige gebouwen gebruikt als kazerne. In de jaren 1937-1940 werd viermaal de autorace Targa Florio gehouden in het Parco della Favorita. In de jaren 1970 vonden er popconcerten plaats.
Sinds 1995 is het Parco della Favorita samen met het natuurgebied op de Monte Pellegrino erkend als beschermd natuurlandschap. De naam is Riserva naturale orientata Monte Pellegrino. Het beheer ligt bij de regionale overheid van Sicilië.

## Beschrijving
Het park heeft een oppervlakte van 400 ha. Nabij de ingang staat de koninklijke residentie in Chinese stijl, genaamd Palazzina Cinese. 
In een van de voormalige dienstgebouwen van het paleis bevindt zich het Museo Etnografico Siciliano Giuseppe Pitrè, het grootste museum voor volkskunde van het eiland Sicilië. Aan een uithoek staat het voetbalstadium Stadio Renzo Barbera, eigendom van de stad Palermo. Op het domein van het park staat ook een paardenrenbaan. Verder bevat het park de Villa Niscemi, een 16e-eeuwse voormalige residentie van de familie Valguarnera di Niscemi.
Twee parallelle wegen doorkruisen het gebied. De namen zijn Viale Ercole en Viale Diana. De Viale Ercole eindigt bij een 18e-eeuwse fontein rond het standbeeld van Hercules. De Viale di Pomona dwarst deze twee dreven. Het park heeft twee ingangen. De Porta dei Leoni was destijds de officiële toegang tot de koninklijke residentie. De poort staat in de stadswijk Libertà. Een tweede ingang bevindt zich in de wijk Pallavicino, aan de Viale di Pomona. 